# Campus de Pontevedra
El campus  de Pontevedra es un campus universitario, integrado en el Sistema Universitario de Galicia, localizado en la ciudad española de Pontevedra. 
Es dependiente de la Universidad de Vigo y oferta estudios de pregrado y posgrado en ciencias sociales, ciencias de la salud, artes y diseño, ingeniería y deportes.
En 2023 el campus de Pontevedra tenía 4.215 alumnos matriculados. En los cursos 2023-2024 y 2024-2025 fue el campus con mayor ocupación de esta universidad en el primer curso de carrera con un 107%.
Las titulaciones universitarias del campus con mayor tasa de empleo son Fisioterapia (93%) y Publicidad y Relaciones Públicas (86,6%).

## Historia
El Campus de Pontevedra tuvo como germen la Escuela de Magisterio de la provincia de Pontevedra situada en la ciudad y que fue desde el siglo XIX la Escuela Normal de la provincia de Pontevedra y la Escuela de Enfermería dependiente de la Diputación Provincial de Pontevedra. La Escuela Normal de Pontevedra, origen de la actual Facultad de Ciencias de la Educación y del Deporte (creada en 1999), fue creada en 1845 y la Escuela de ATS (Ayudante Técnico Sanitario), origen de la actual Escuela de Enfermería, fue creada en 1974.
Esas dos escuelas fueron el referente durante muchos años de los estudios universitarios por antonomasia de la ciudad de Pontevedra, además del Centro Regional de la Universidad Nacional de Educación a Distancia en la provincia de Pontevedra que fue creado en enero de 1973 y fue el primer Centro Regional de la UNED fuera de Madrid, junto con el de Las Palmas de Gran Canaria.
Con la segregación de la Universidad de Santiago de Compostela en tres universidades y siete campus universitarios en Galicia, se creó de facto el Campus de Pontevedra en 1990 y se instalaron nuevas facultades en la ciudad y se amplió la oferta de estudios universitarios presenciales en Pontevedra con nuevas licenciaturas y diplomaturas.
La primera facultad que inició su andadura en el Campus de Pontevedra en 1990 fue la Facultad de Bellas Artes. En 1991 se unió a ella una segunda Escuela de Ingeniería, concretamente la Escuela de Ingeniería Forestal.
En 1993 se creó la Facultad de Ciencias Sociales con una primera licenciatura en Publicidad y Relaciones Públicas en 1994 y en 1995 empezó a funcionar la titulación universitaria de Fisioterapia. En 1999, se implantaron los estudios de Gestión y Administración Pública en la Facultad de Ciencias Sociales y los de Ciencias de la Actividad Física y del Deporte en la Facultad de Ciencias de la Educación y del Deporte. En 2003, se puso en marcha la licenciatura de comunicación audiovisual en la Facultad de Ciencias Sociales y de la Comunicación.
Posteriormente en 2009 se creó el Centro Universitario de la Defensa dependiente del Campus de Pontevedra en la Escuela Naval Militar de Marín, situada en el Área metropolitana de Pontevedra a 6 kilómetros de la capital provincial, en el que se ofrecen los estudios de Ingeniería Mecánica.
El 7 de julio de 2022 por decreto 133/2022 se crearon dos facultades más en el campus de Pontevedra, la Facultad de Diseño y la Facultad de Dirección y Gestión Pública.
En los últimos años, el campus de Pontevedra se ha especializado en el ámbito de la creación, tomando el nombre de Campus CREA.
El campus de Pontevedra fue declarado Green Campus el 18 de noviembre de 2015, siendo el primero en España en conseguir esta distinción.
La cadena de cafeterías estadounidense Starbucks abrió un espacio en la Facultad de Ciencias de la Educación y del Deporte en septiembre de 2019. Ese mismo mes, la Junta de Galicia cedió a la Universidad las plantas 5ª, 6ª y 7ª de su edificio administrativo de la calle de Benito Corbal,47 durante 20 años para albergar las dependencias del Campus CREA.
En el curso 2023-2024, el campus de Pontevedra ofertó 30 titulaciones, entre ellas 12 grados, 12 másteres y 5 doctorados. Desde el año 2000 hasta el 2022 el número de alumnos del campus se incrementó en un 20%.

## Descripción

### Organización
El Campus Universitario de Pontevedra tiene distintas sedes en la ciudad. Cuenta con un campus central en la zona de A Xunqueira al norte de la ciudad y con facultades en el centro de la ciudad y con la sede del vicerrectorado del campus en el centro histórico. Los terrenos de la zona norte de A Xunqueira se urbanizaron para el campus universitario de Pontevedra en 1993.
El Campus de A Xunqueira está distribuido a partir de una rotonda central y varias calles con múltiples plazas de aparcamiento, incluidas las destinadas a los alumnos. Se encuentran en este Campus un total de cuatro edificios y cinco Facultades: la Facultad de Comunicación, la Facultad de Dirección y Gestión Pública, la Facultad de Fisioterapia, la Facultad de Ciencias de la Educación y del Deporte y la Escuela Superior de Ingeniería Forestal.
La Biblioteca del Campus está ubicada en el primer piso de la Facultad de Comunicación y el Lugar de Entrega y Recogida de Documentación (LERD) del Sistema Universitario de Galicia se ubica en la Escuela Superior de Ingenieros Forestales.
En el centro de la ciudad se encuentra la Facultad de Bellas Artes, que cuenta con una biblioteca especializada propia, situada muy próxima a la plaza de España en el edificio neoclásico de principios del siglo XX del Cuartel de San Fernando, la Facultad de Diseño, en instalaciones del Edificio Azul de la Junta de Galicia en la calle de Benito Corbal y la Escuela Universitaria de Enfermería, ubicada en instalaciones del Hospital Provincial de Pontevedra. La sede del rectorado y los servicios administrativos se encuentran en el centro histórico, en la Casa de las Campanas.
Las instalaciones del Campus CREA están ubicadas en las plantas 5ª, 6ª y 7ª del edificio administrativo de la Junta de Galicia, en la calle de Benito Corbal, 47.
El campus de Pontevedra acoge todos los años estudiantes Erasmus provenientes de universidades de otros países, cuyo número ha aumentado en los últimos años. Para facilitar su estancia en la ciudad, la Asociación Erasmus Student Network dispone de una delegación ubicada en un local destinado a tal fin en la Escuela Superior de Ingeniería Forestal.

### Centros
En Pontevedra la universidad cuenta con distintas sedes en diferentes zonas de la ciudad:

#### Casco antiguo
- Sede del Vicerrectorado del campus en la Casa de las Campanas, en el centro histórico de la ciudad. El propietario de este edificio histórico es el Ayuntamiento de Pontevedra, que ha cedido temporalmente una parte de su edificio para su uso por parte de la universidad.[37][38]

#### Centro de la ciudad
- En el Ensanche de Pontevedra y centro de la ciudad se localizan diferentes facultades y centros universitarios:
  - Facultad de Bellas Artes. Se ubica en el antiguo cuartel neoclásico de San Fernando propiedad del Ayuntamiento de Pontevedra, que lo ha cedido temporalmente a la universidad como sede de la facultad.[39][40]En el mismo edificio en su ala este, se encuentra la sede de la Escuela Superior de Conservación y Restauración de Bienes Culturales de Galicia, que depende directamente de la Junta de Galicia.
  - Facultad de Diseño.
  - Escuela Universitaria de Enfermería.

#### Campus de A Xunqueira
- Centros situados en A Xunqueira, en la zona norte de la ciudad, al otro lado del río Lérez y en las inmediaciones del Parque de la Isla de las Esculturas y próximo al barrio de O Burgo y a la avenida de Compostela:
  - Facultad de Comunicación.
  - Facultad de Dirección y Gestión Pública.
  - Facultad de Ciencias de la Educación y del Deporte.
  - Facultad de Fisioterapia.
  - Escuela de Ingeniería Forestal.

#### Marín
- Centro adscrito al Campus Universitario de Pontevedra en Marín.
  - Centro Universitario de la Defensa,  en la Escuela Naval Militar.

### Infraestructuras
El campus universitario de A Xunqueira acoge en su extremo norte una guardería infantil, dedicada prioritariamente a los hijos del personal de la zona escolar de A Xunqueira y que está integrada en la red de guarderías de la Junta de Galicia "A galiña azul".
El Complejo Hospitalario de Pontevedra se convirtió en Complejo Hospitalario Universitario de Pontevedra en 2012, en el que los estudiantes de Medicina de la única Facultad de Galicia pueden realizar las prácticas de los últimos años de carrera.
La universidad dispone de cafeterías universitarias en la Facultad de Comunicación y en la Escuela de Ingeniería Forestal, en el campus de A Xunqueira, y en la Facultad de Bellas Artes, en el centro de la ciudad.
La universidad dispone de un Pabellón Polideportivo en la calle Cruz Vermella para la comunidad universitaria con actividades de cardiofitness, cross-training, pilates, ciclismo e sala o deportes en la pista polideportiva. También hay un parque de calistenia junto a la Facultad de Fisioterapia y un embarcadero en la orilla norte del río Lérez.
La estación de ferrocarril Pontevedra-Universidad da servicio al campus desde 2001 para los estudiantes que deseen llegar en tren. Además, la línea 1 de autobuses urbanos pontevedreses tiene parada en la calle Alexandre Bóveda para dar servicio también al campus pontevedrés. Existe un carril bici y aparcamientos en el campus y también a lo largo de la calle Celso Emilio Ferreiro.

### Zonas verdes
El campus cuenta con zonas verdes alrededor de los edificios universitarios y una zona verde longitudinal más amplia al sur de la Facultad de Comunicación, paralela a la calle Celso Emilio Ferreiro. Sin embargo, la gran zona verde para el disfrute de estudiantes y profesores del campus es el parque contiguo de la Isla de las Esculturas, con 13 hectáreas de terreno, junto al parque de la Familia. La Facultad de Bellas Artes, en el centro de la ciudad, también cuenta con una zona verde frente a su fachada principal, los denominados Jardines del Doctor Marescot, donde se encuentra un monumento-fuente al Doctor Enrique Marescot.

## Tradiciones y cultura
A finales del mes de abril se celebra la principal fiesta del Campus de Pontevedra, Santa Catabirra o Santa Kata, dedicada a la patrona de la facultad de Comunicación, Santa Catalina de Siena. A esta celebración acuden miles de jóvenes de toda Galicia. También tienen cierta importancia las celebraciones de San Ero, patrón de la Facultad de Bellas Artes.
Los patronos de otras facultades son San Leandro (escuela de Ingeniería Forestal), San Isidoro de Sevilla (Facultad de Ciencias de la Educación) y San Aquiles (Facultad de Fisioterapia).

## Galería de imágenes

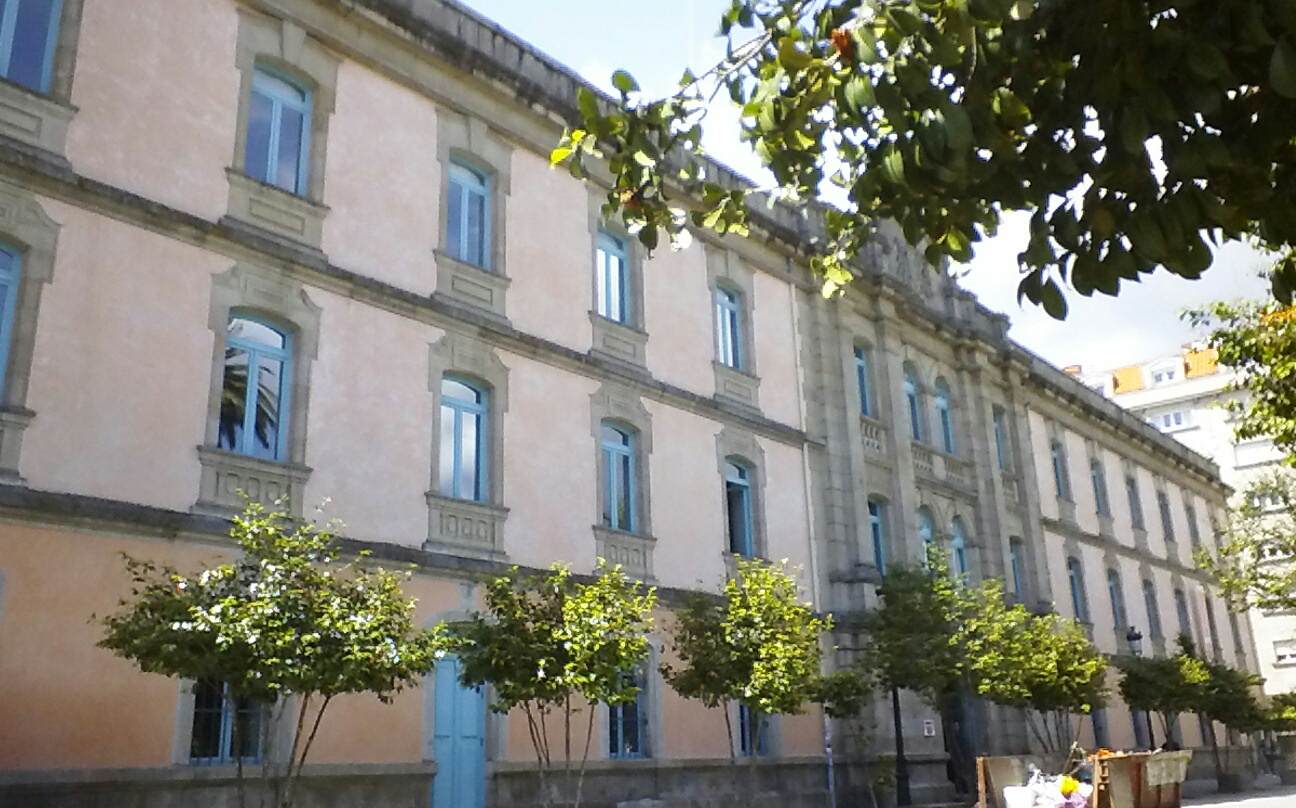
Facultad de Bellas Artes
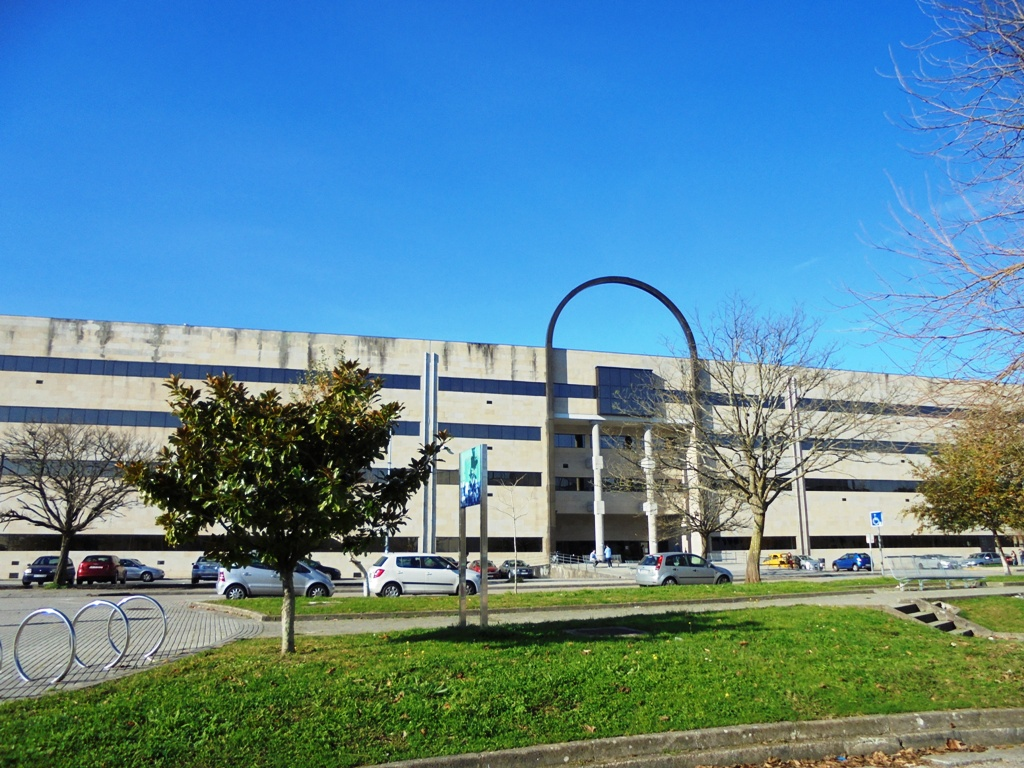
Facultad de Comunicación
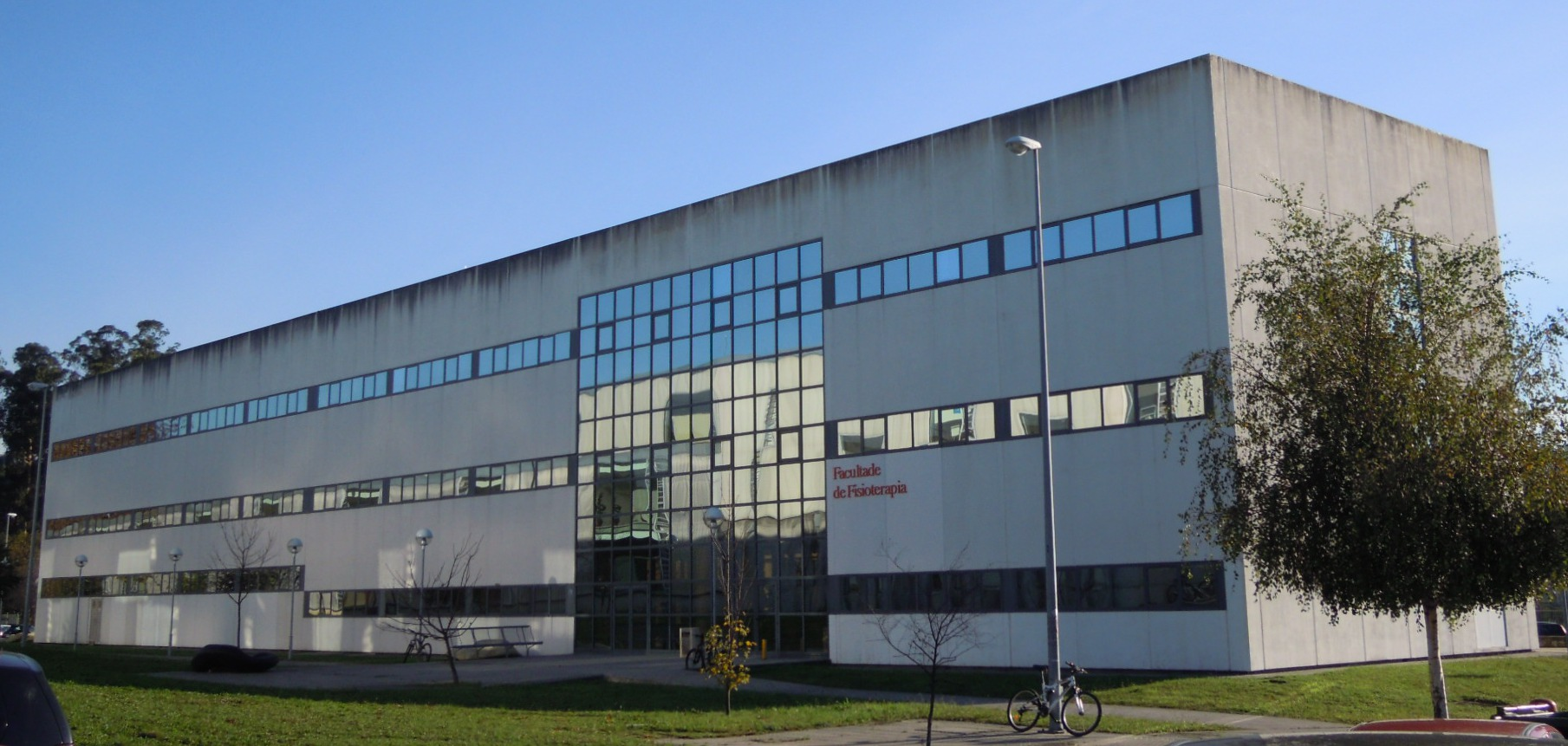
Facultad de Fisioterapia
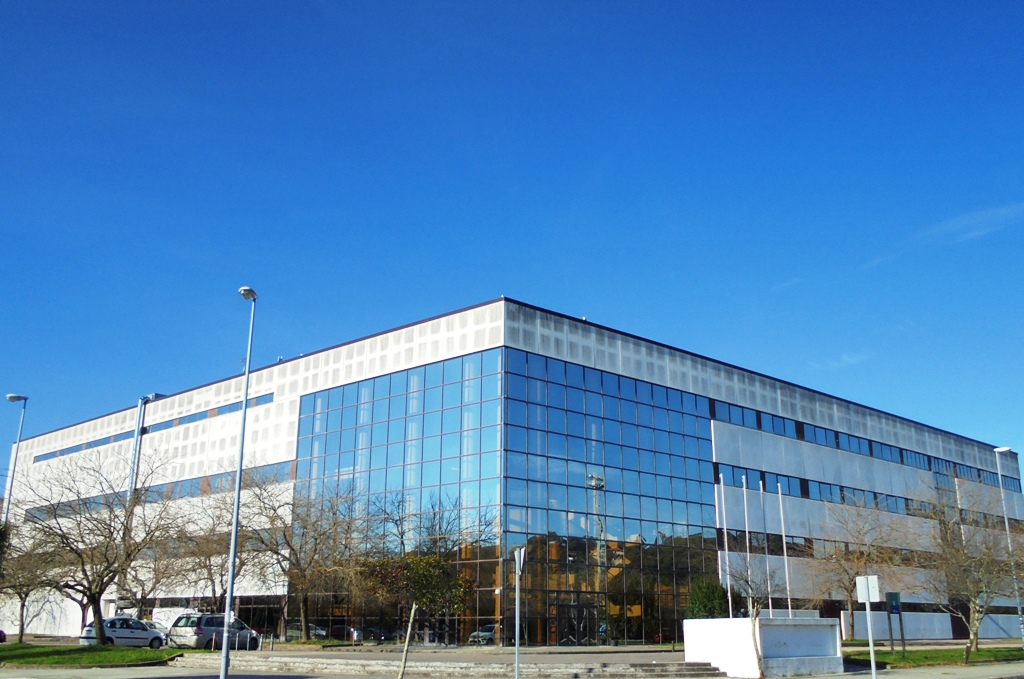
Escuela de Ingeniería Forestal
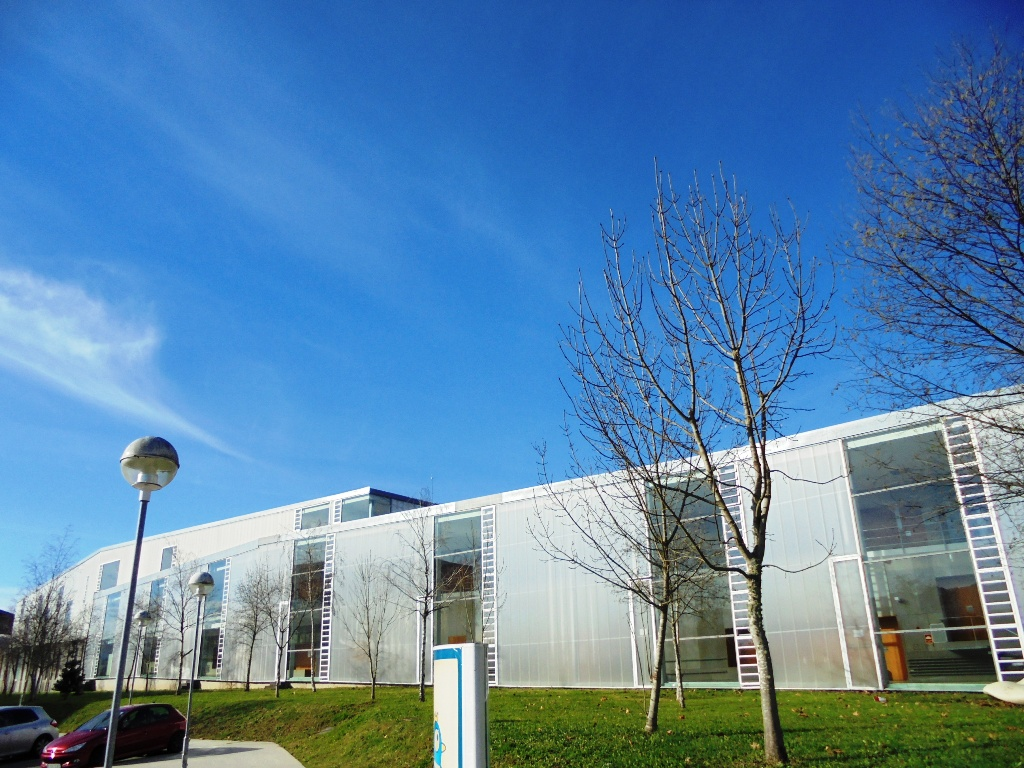
Facultad de Ciencias de la Educación y del Deporte
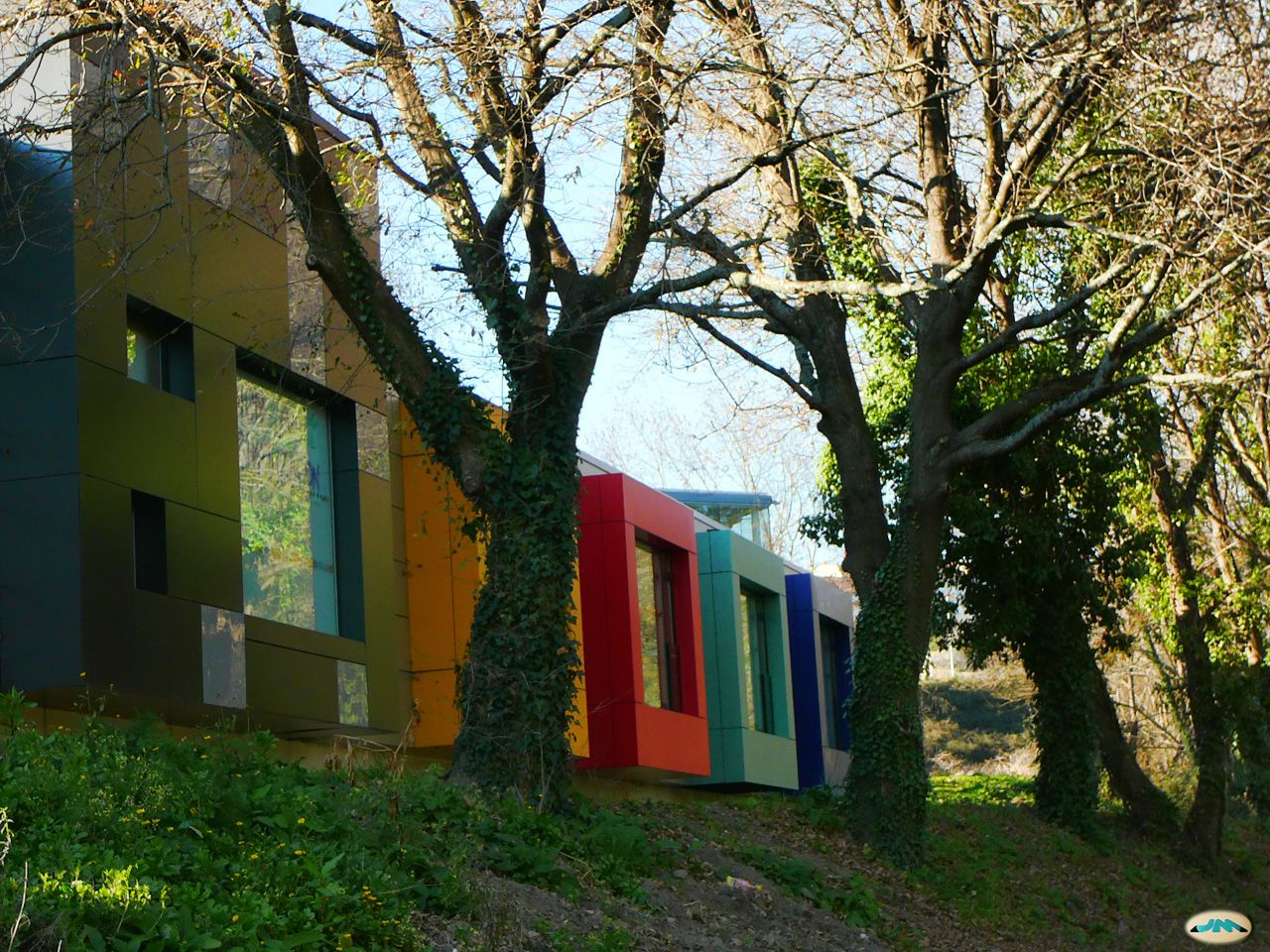
Escuela Infantil del campus universitario
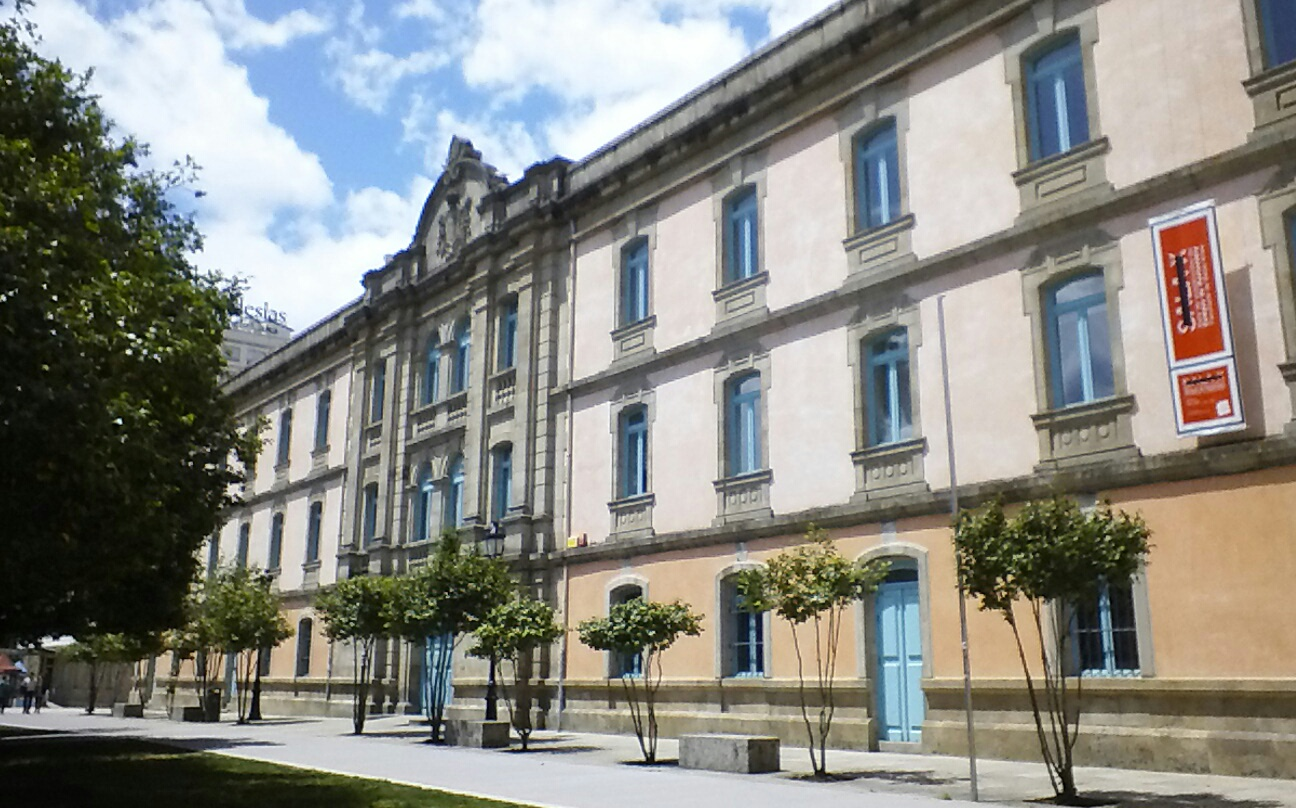
Facultad de Bellas Artes
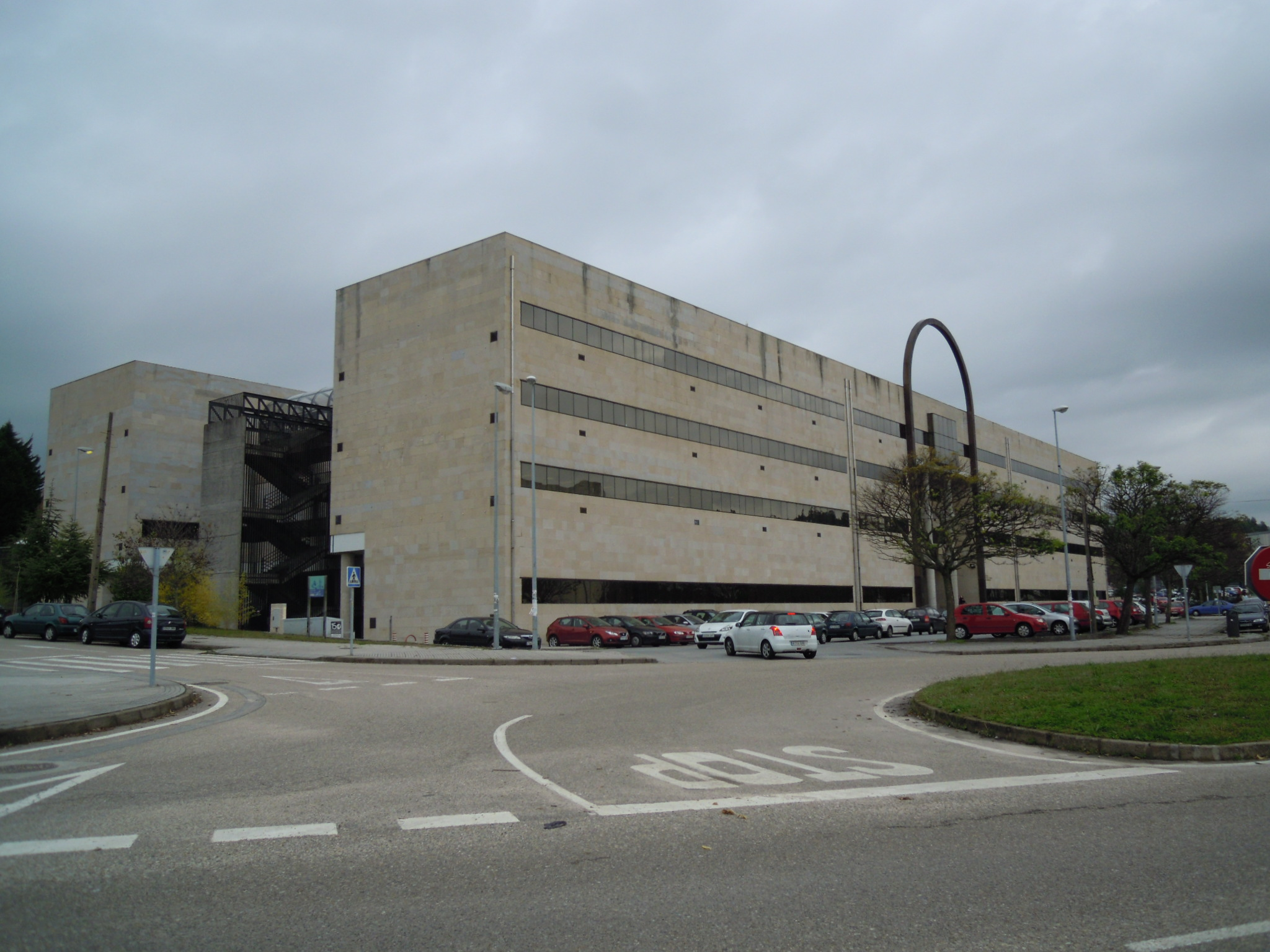
Facultad de Comunicación
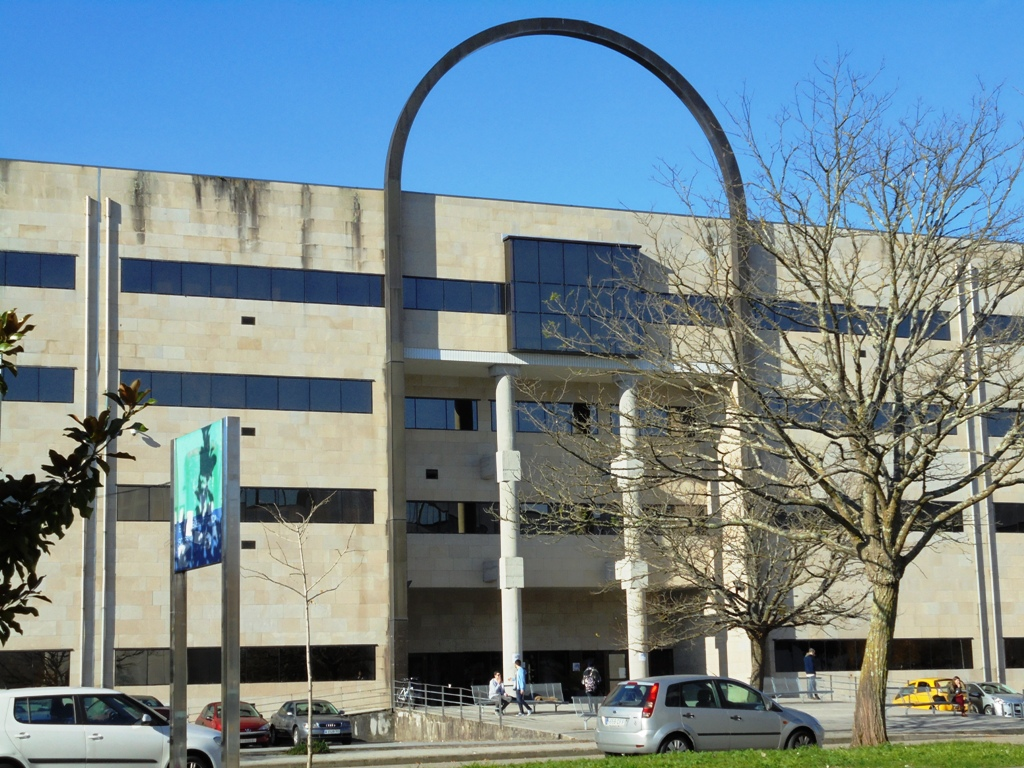
Entrada de la Facultad de Comunicación
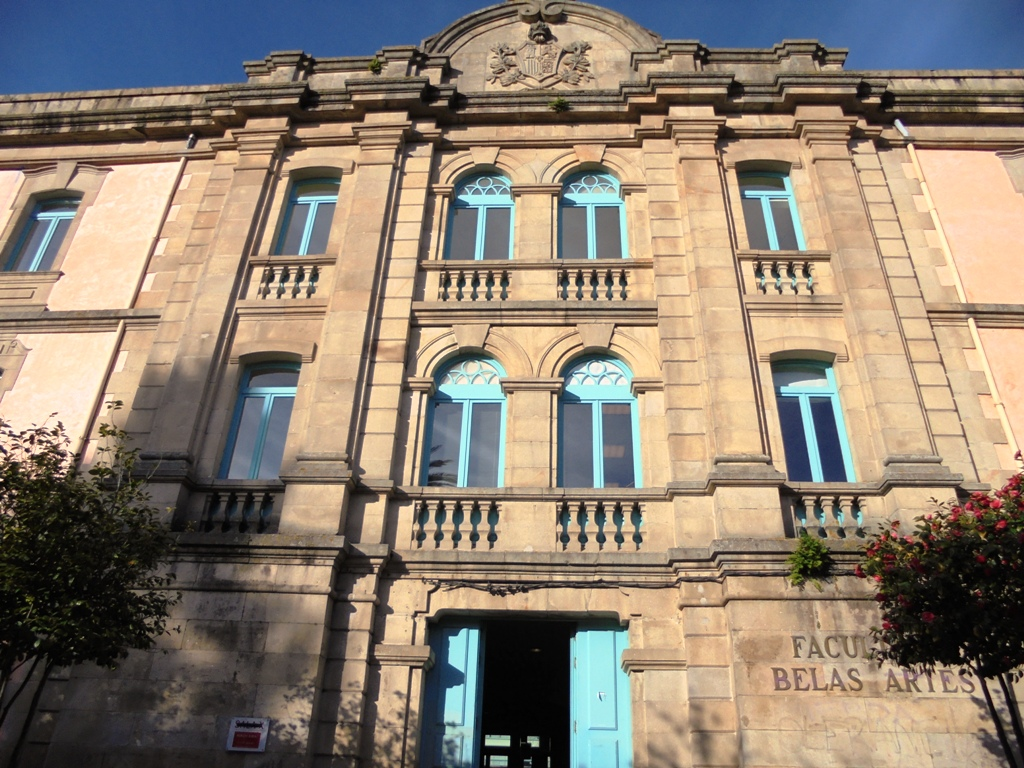
Entrada de la Facultad de Bellas Artes
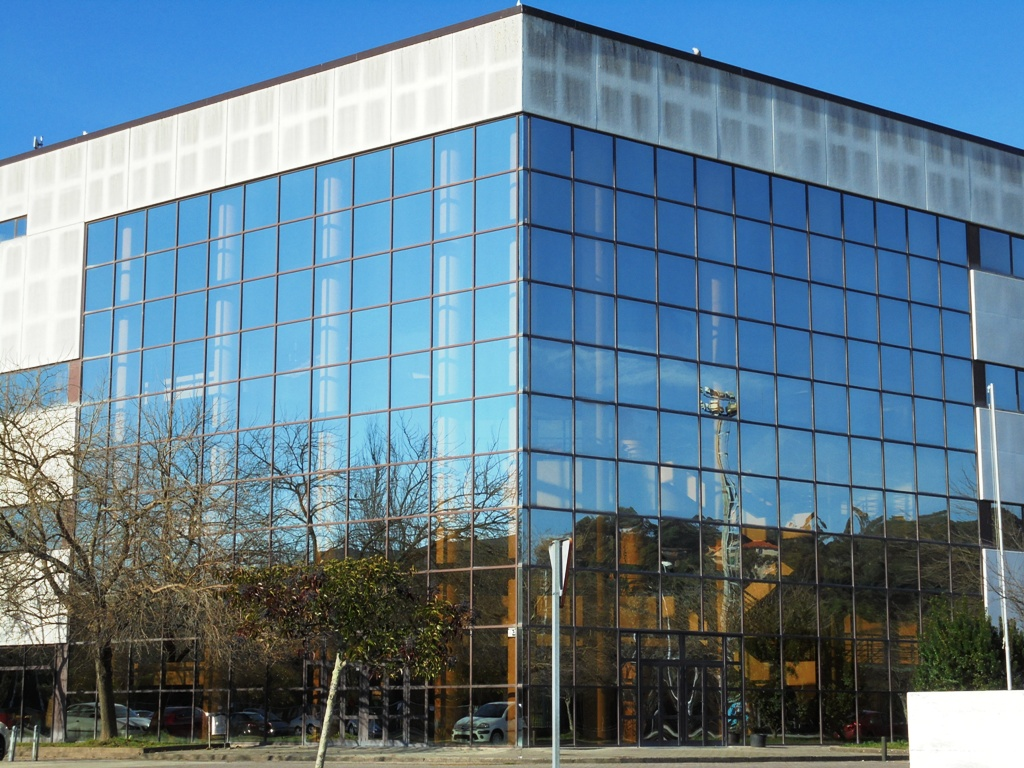
Escuela de Ingeniería Forestal
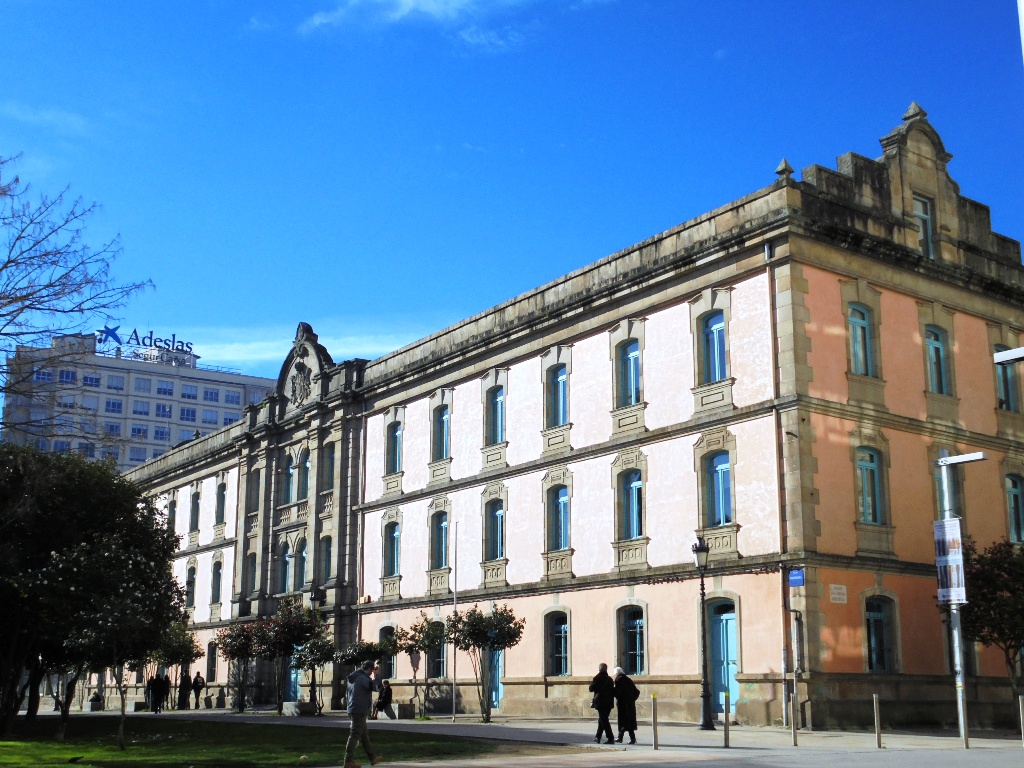
Facultad de Bellas Artes
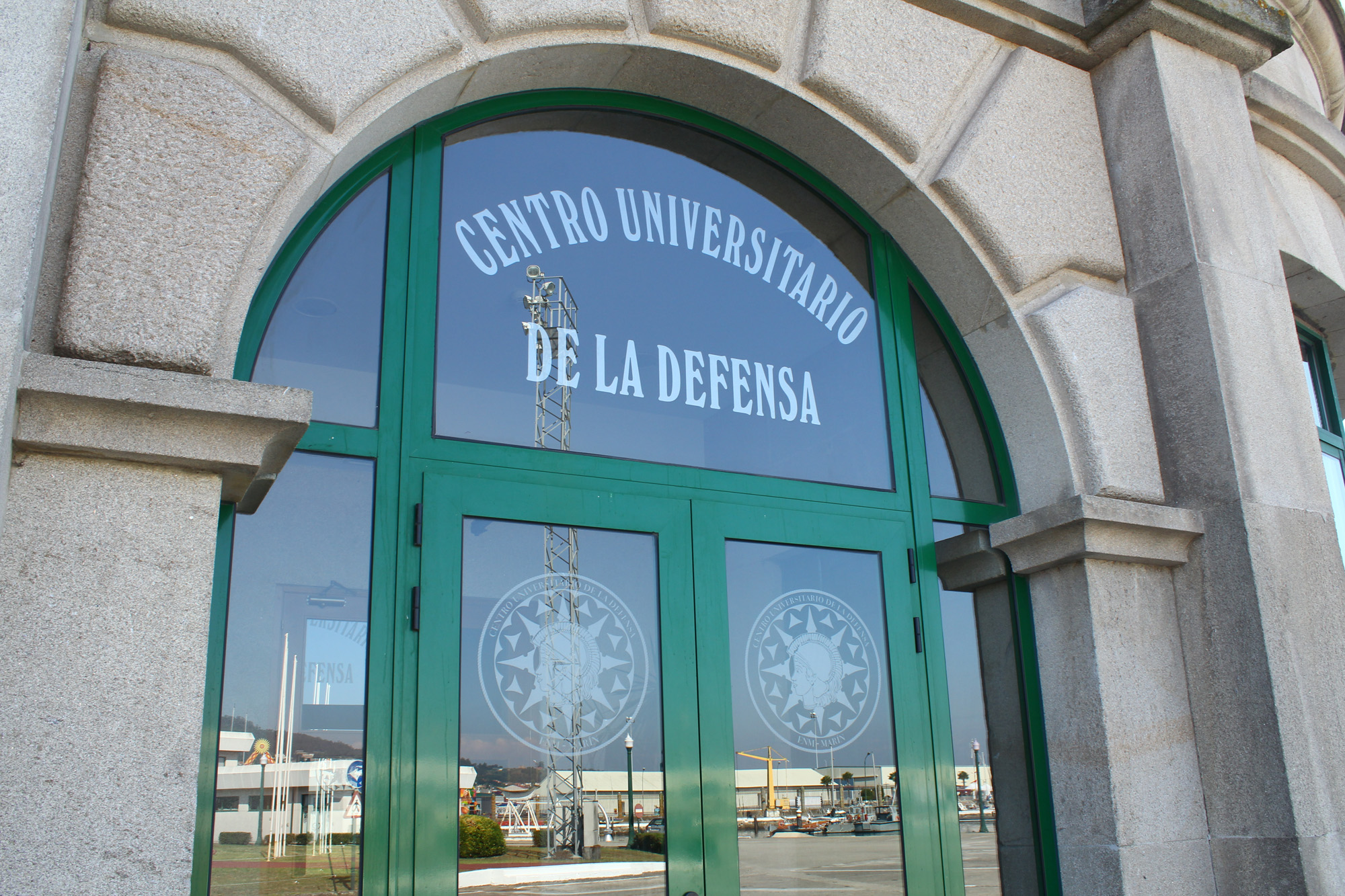
Centro Universitario de la Defensa
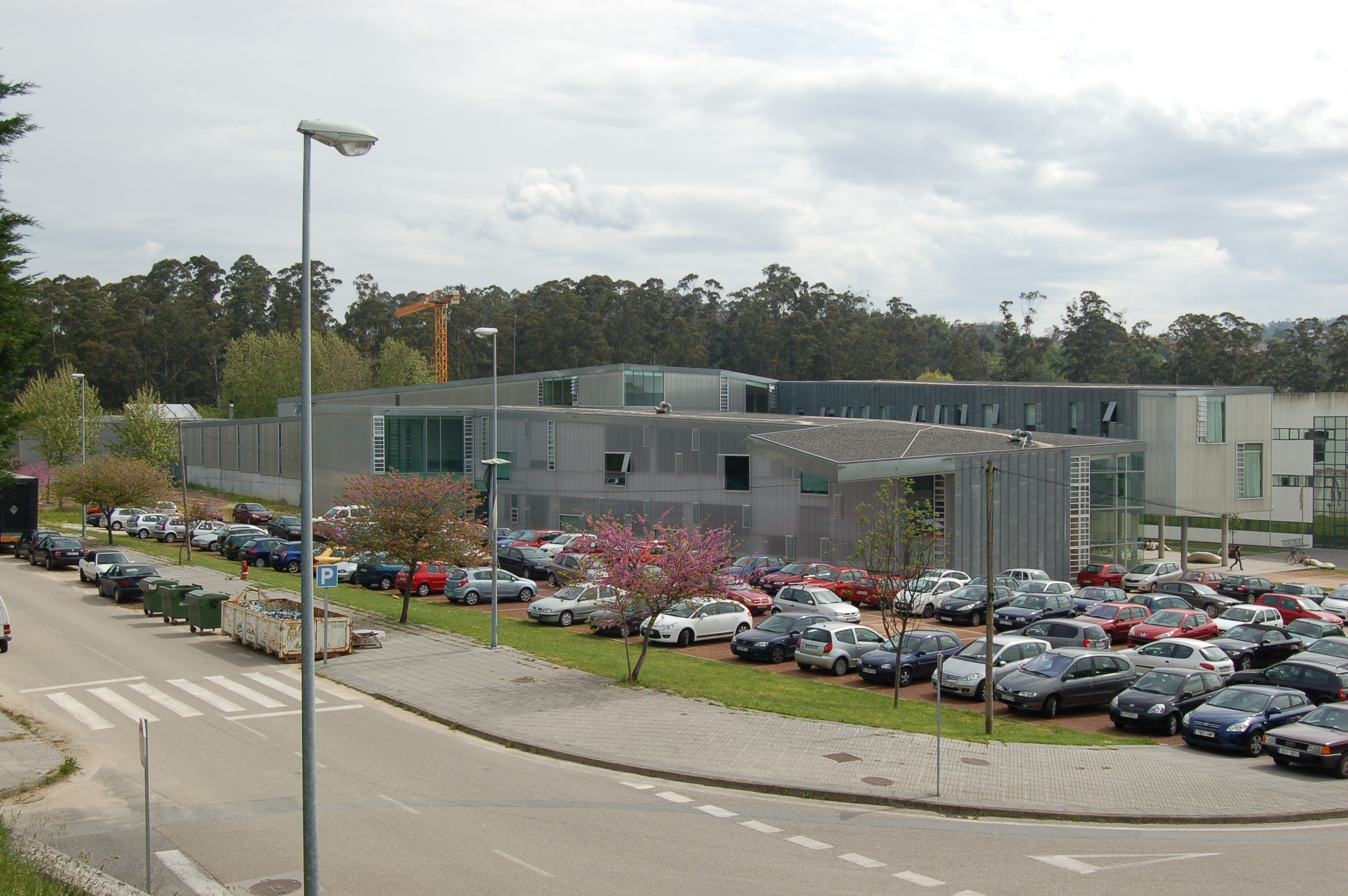
Facultad de Ciencias de la Educación y del Deporte
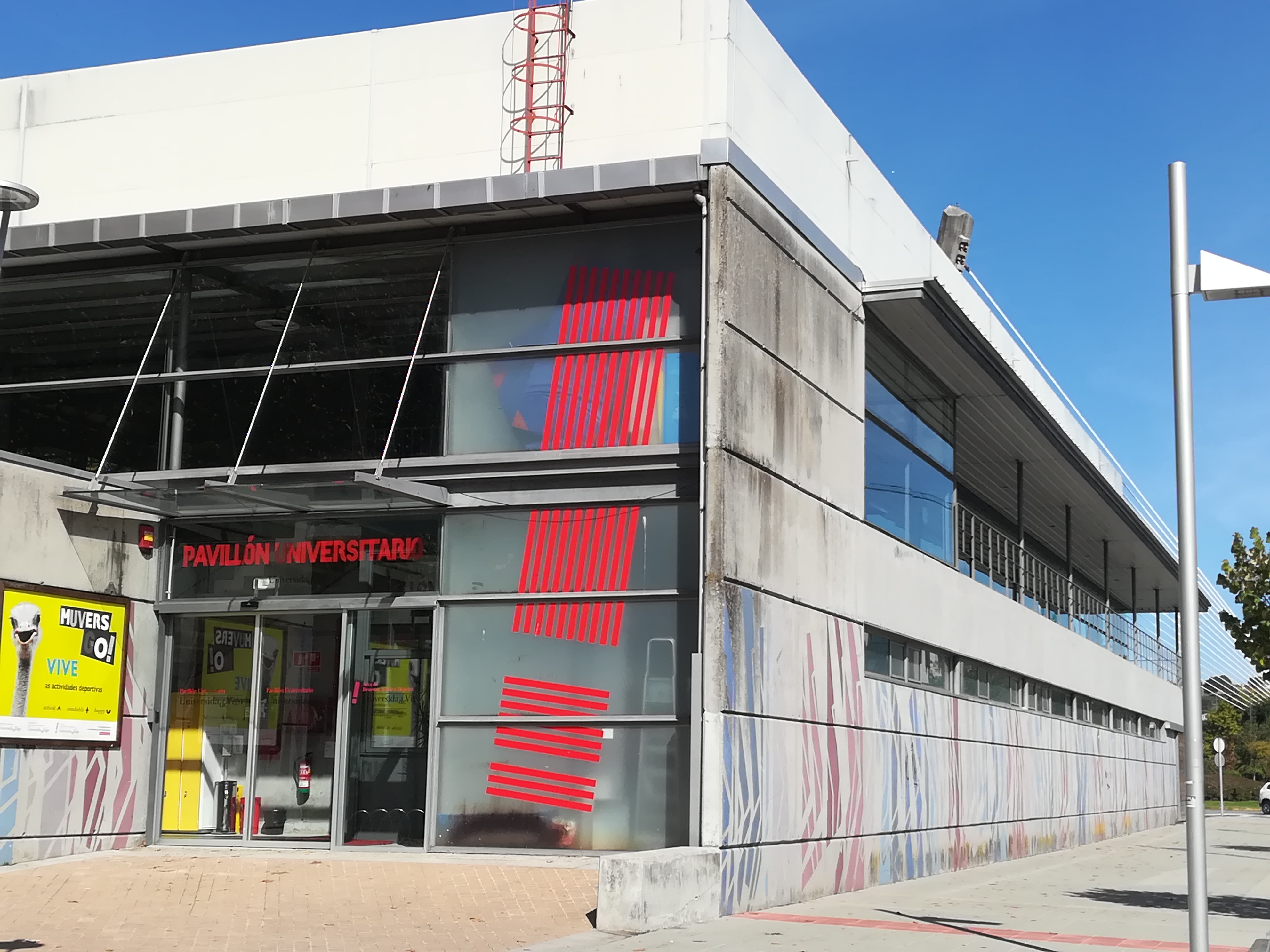
Pabellón Universitario
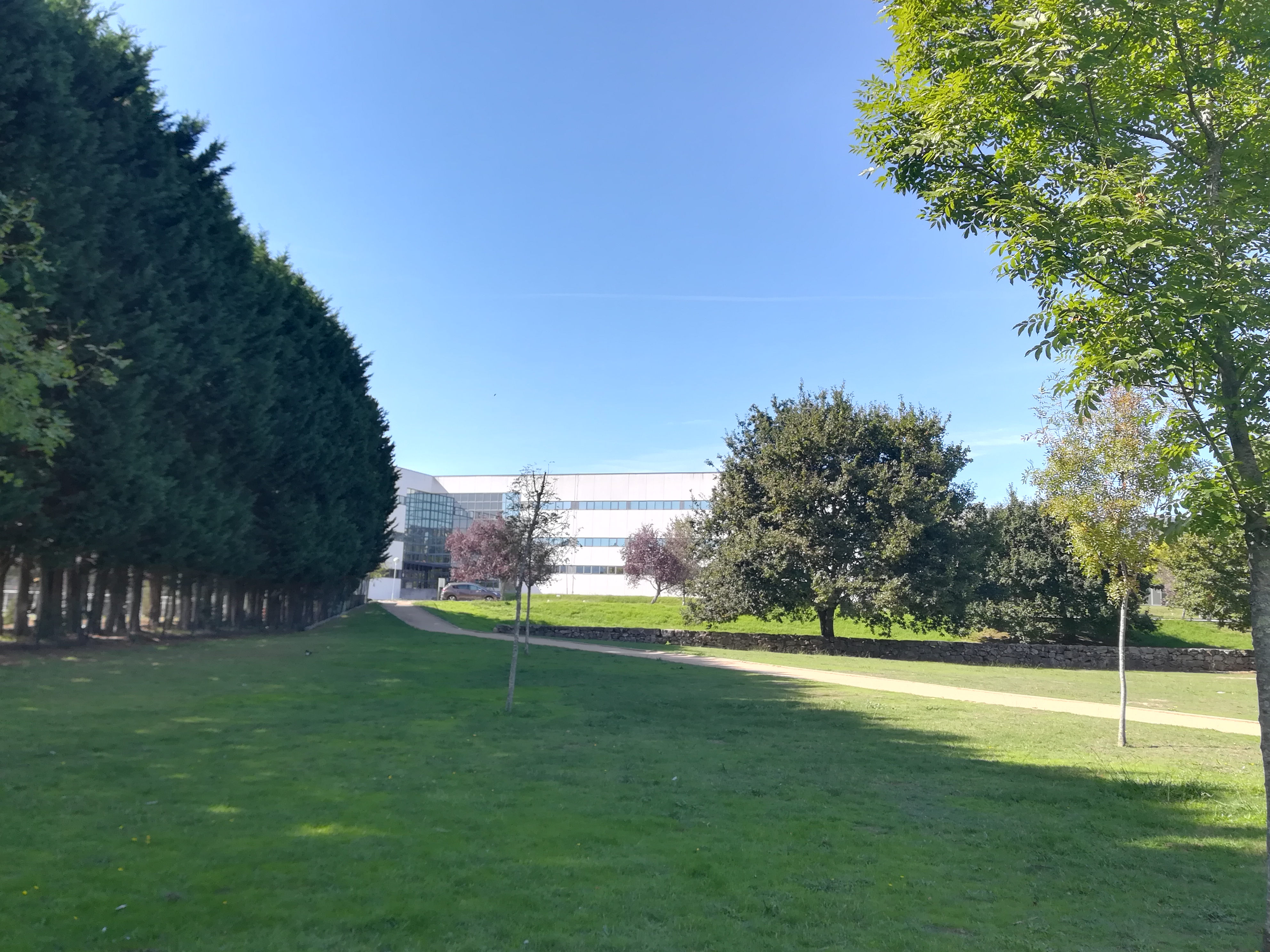
Facultad de Fisioterapia
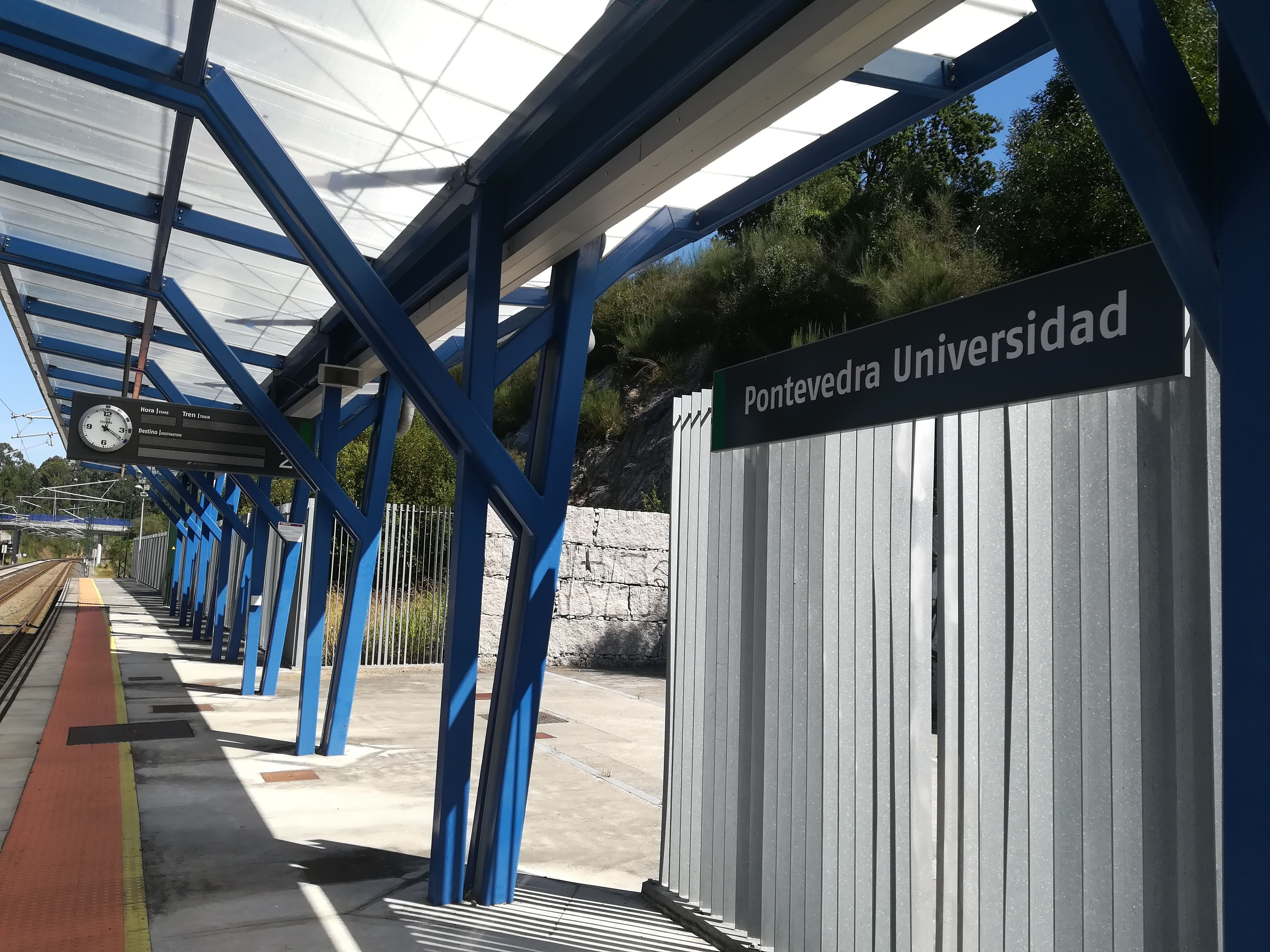
Estación de Pontevedra-Universidad
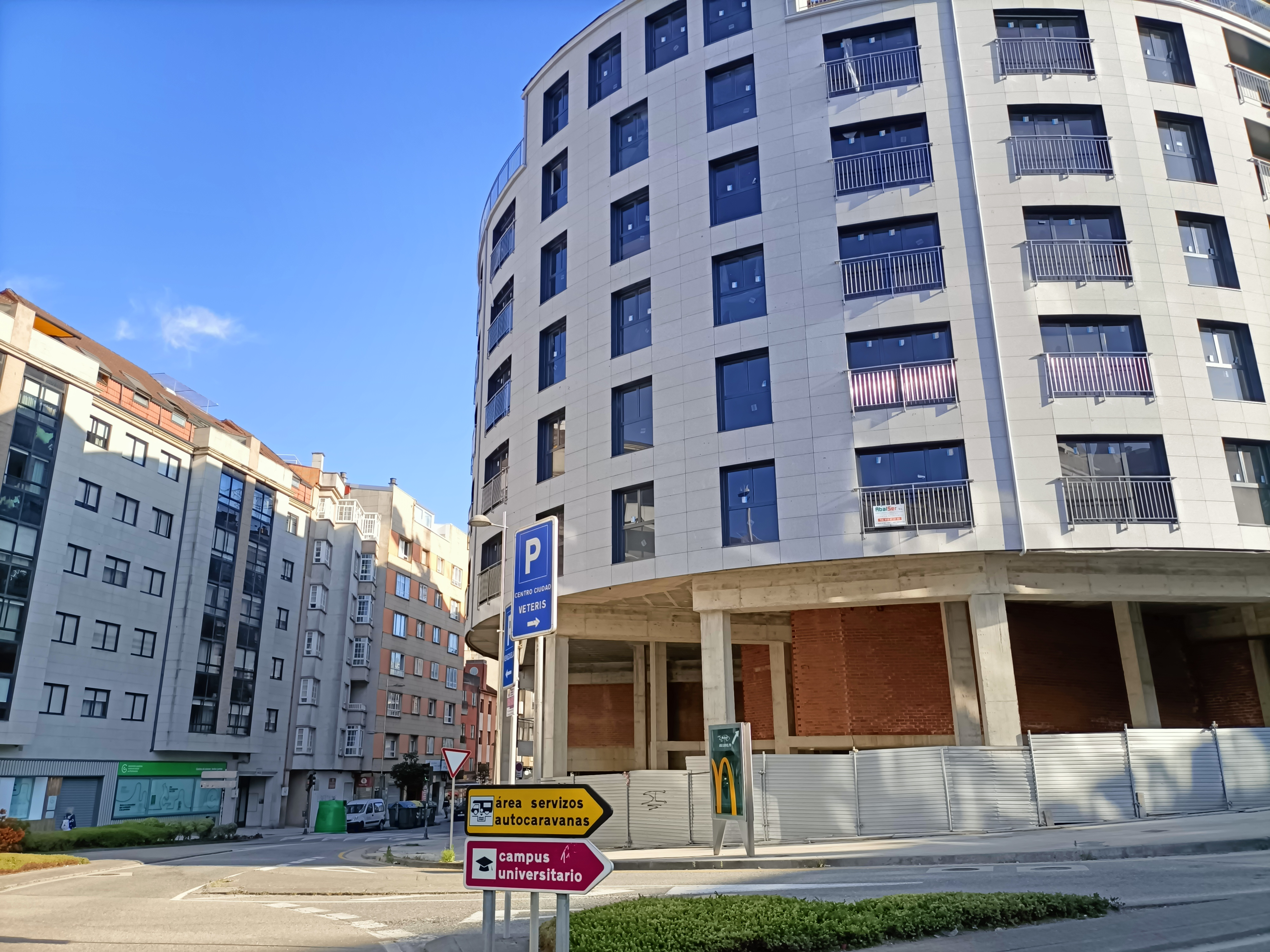
Indicador en la avenida de Eduardo Pondal hacia el Campus de A Xunqueira